# Berlandia
Berlandia is een geslacht van spinnen uit de  familie van de Sparassidae (jachtkrabspinnen).

## Soorten
- Berlandia longipes Lessert, 1921
- Berlandia tenebricola Simon & Fage, 1922